# Woll’n Sie nicht mein Mörder sein?
Woll’n Sie nicht mein Mörder sein? (Originaltitel: Comme un cheveu sur la soupe) ist eine französische Filmkomödie aus dem Jahr 1957. Regie führte Maurice Régamey, Hauptdarsteller war Louis de Funès.

## Handlung
Der unter Liebesdepressionen leidende Komponist Pierre Cousin engagiert den Auftragsmörder Amédée, der ihn töten soll. Er rettet, während er Suizid begehen will, die junge Sängerin Caroline Clement, die sich (angeblich selbst mit Suizidabsicht, doch in Wirklichkeit um Schlagzeilen zu machen) in die Fluten stürzt. Er verliebt sich in sie, befürchtet aber, dass ihn Amédée umbringt, der aber seinerseits nur die Gage an den Komponisten zurückzahlen will, und nicht daran denkt, ihn zu töten. Während er versucht, Pierre aufzuhalten, der gerade seine erste Sendung mit Caroline aufnimmt, kommt es zu einer Verfolgungsjagd, die dann in einem Gasthaus in einer Schlägerei endet, nach der sich alle wieder rechtzeitig zum Happy End versöhnen.

## Kritiken
„Mittelmäßige Situationskomödie, in der sich ein erfolgloser Komponist seinen Mörder dingt, zur gleichen Zeit eine ebenfalls erfolglose Chansonette aus der Seine rettet, dadurch berühmt wird und sich nur mit Mühe vor dem Ermordetwerden retten kann.“

„Harmloser Filmspaß mit Louis de Funès um einen im Beruf und Privatleben erfolglosen Komponisten […]. Ab 12 ein netter Spaß.“

## Produktion
Maurice Régamey setzte Anfang 1957 mit den Dreharbeiten an, die den noch jungen Louis de Funès in einer seiner ersten Komödien nach Zwei Mann, ein Schwein und die Nacht von Paris in eine Hauptrolle, in der er das schauspielerische Können das erste Mal richtig zeigen konnte. Es beschleunigte die Karriere des Schauspielers.

## Veröffentlichung
In Frankreich wurde der Film am 28. August 1957 von Pathé in die Kinos gebracht. Am 8. Februar 1963 startete der Film in den deutschen Filmtheatern und wurde seitdem auch unter den Titeln Balduin, der Selbstmörder und So ein Unglücksrabe verliehen.